# Borzont
Borzont (węg. Borzont) – wieś w Rumunii, w okręgu Harghita, w gminie Joseni. W 2011 roku liczyła 772 mieszkańców.